# Wicklow Head SPA
Wicklow Head SPA este o arie protejată (arie de protecție specială avifaunistică — SPA) din Irlanda întinsă pe o suprafață de 195,05 ha, integral pe uscat.

## Localizare
Centrul sitului Wicklow Head SPA este situat la coordonatele 52°58′05″N 6°00′08″W / 52.967931°N 6.002339°V.

## Înființare
Situl Wicklow Head SPA a fost declarat arie de protecție specială avifaunistică în februarie 2002 pentru a proteja 6 specii de animale.

## Biodiversitate
Situată în ecoregiunea atlantică, aria protejată nu include niciun habitat protejat.
La baza desemnării sitului se află mai multe specii protejate de  păsări (6): alca (Alca torda), șoim călător (Falco peregrinus), Fulmarus glacialis, Rissa tridactyla, silvie de câmp (Sylvia communis), Uria aalge.
Pe lângă speciile protejate, pe teritoriul sitului au mai fost identificate 6 specii de păsări.